# 72 Seasons
A 72 Seasons a Metallica amerikai metal együttes tizenegyedik stúdióalbuma , amely 2023. április 14-én jelent meg. A lemezt az előző Hardwired… to Self-Destruct (2016) albumukhoz hasonlóan a zenekar saját, Blackened Recordings kiadója jelentette meg. A producer James Hetfield és Lars Ulrich mellett szintén az a Greg Fidelman, akivel az előző anyagon is együtt dolgoztak.

## Háttér
Az ausztrál The Music magazin hivatalos podcastjének 2019 márciusában adott interjújában Robert Trujillo basszusgitáros elmondta, hogy a Metallica új anyagon kezdett el jammelni a következő stúdióalbumához. Izgatott vagyok a következő lemez miatt, mert úgy gondolom, hogy ez egyben a két előző lemez betetőzése és egy újabb utazás lesz. Eredeti ötletekből nincs hiány, ez a szépsége annak, hogy ebben a zenekarban játszunk. Trujillo úgy becsülte, hogy az album sokkal hamarabb fog megjelenni, mint az előző kettő: Ezúttal szerintem sokkal gyorsabban rá tudunk majd ugrani, bevonulunk a stúdióba és elkezdünk dolgozni. Mindannyian megfogadtuk, hogy ezt a lemezt minél előbb elkészítjük.
A következő hónapban a Mixdown ausztrál magazinnak adott interjújában Kirk Hammett gitáros elmondta, hogy a zenekarnak előzetes tervei vannak arra, hogy a Hardwired... to Self-Destruct albumot támogató WorldWired turné befejezése után stúdióba vonulnak. A következőket nyilatkozta:A Hardwired óta eltelt harmadik évben vagyunk. Talán egy kicsit jobban tudunk koncentrálni és egy kicsit hamarabb stúdióba vonulhatunk. Hammett a Hardwired... to Self-Destructhoz nem járult hozzá semmilyen dalszerzői ötlettel, miután 2014-ben a koppenhágai repülőtéren véletlenül elvesztette a riffötleteket tartalmazó telefonját. A 72 Seasons dalszerzői munkálataiban viszont már semmi sem akadályozta, és új albumra vonatkozó ötleteivel kapcsolatban így nyilatkozott: Rengeteg anyagom van. Túlkompenzáltam, szóval bármikor készen állok.
2020 áprilisában, a Covid19-pandémia közepette Lars Ulrich dobos azt mondta egy Marc Benioffnak adott interjúban, hogy a Metallica a következő stúdióalbumán dolgozhat, amíg karanténban van. Trujillo a The Vinyl Guide-nak júniusban azt mondta, hogy a zenekar izgatottan várja, hogy új ötleteket dolgozzon ki az új albumhoz. Minden héten kommunikálunk, ami igazán nagyszerű, így a kapcsolatunk megmarad. Amit elkezdtünk csinálni, az alapvetően az, hogy tényleg csak az otthoni stúdiómunkáinkra koncentrálunk, és otthonról vagyunk kreatívak, navigálunk a témák között, és az új ötletekre építünk. Most éppen ezen a ponton vagyunk. Azt is elmondta, hogy a zenekar azon dolgozik, hogy végül stúdióba vonuljon az album felvételeihez. Novemberben Ulrich a Rolling Stone-nak adott interjújában Phoebe Bridgersnek azt mondta, hogy a zenekar három-négy hétig elég komoly dalszerzői munkát végez, a következő hónapban pedig azt állította, hogy az új album lesz a zenekar eddigi legjobbja, mondván: Ez a legsúlyosabb dolog, a legmenőbb....de minden viccet félretéve, ha nem úgy gondoljuk, hogy a legjobb lemez még előttünk áll, akkor miért csinálnánk tovább? 2021 januárjában ezt azzal folytatta, hogy az albumon való haladás "jéghideg" volt, míg James Hetfield énekes/gitáros májusban azt mondta, hogy Vagy turnézunk vagy írunk, szóval a COVID választott számunkra...de igen, kiadunk egy csomó dalt. Elég sok dalt írtunk.
Az album címéről pedig így nyilatkozott Hetfield: „72 évszak: életünk első 18 éve, amely a valódi vagy nem valódi énünket formálja. Az az alap, hogy a szüleink mondják meg, kik vagyunk, ami talán be is skatulyázza, milyen személyiségek vagyunk. Szerintem az alaphiedelmek folyamatos tanulmányozása a legérdekesebb ebben, illetve az, miként befolyásolja mindez a mai világról alkotott képünket. Felnőttkori tapasztalataink nagy része ezekre a gyermekkori tapasztalatokra adott reakció, vagy ezek újrajátszása. A gyermekkor foglyai maradunk, vagy kitörünk a magunkban hordozott kötöttségekből."

## Megjelenés és promóció
2022. november 28-án a Metallica bejelentette az album címét, a megjelenés dátumát, a számlistát és egy promóciós turnét Észak-Amerikában és Európában. A zenekar ezt követően kiadta az album első kislemezét, a "Lux Æterna" címűt, a hozzá tartozó videoklippel (link) együtt. 2023. január 19-én a a "Screaming Suicide" című dalt tették közzé egy videoklip kíséretében (link). Február utolsó napjaiban a TikTok-on egy új dal részleteibe lehetett belehallgatni, amely végül március 1-jén "If Darkness Had a Son" címmel debütált egy videoklip formájában (link). A 2011-es Lulu album óta ez az első olyan dal, amelynek megírásában Kirk Hammett gitáros is részt vett.

## Az album dalai
| #   | Cím                    | Hossz |
| --- | ---------------------- | ----- |
| 1.  | 72 Seasons             | 7:39  |
| 2.  | Shadows Follow         | 6:12  |
| 3.  | Screaming Suicide      | 5:30  |
| 4.  | Sleepwalk My Life Away | 6:56  |
| 5.  | You Must Burn!         | 7:03  |
| 6.  | Lux Æterna             | 3:26  |
| 7.  | Crown of Barbed Wire   | 5:49  |
| 8.  | Chasing Light          | 6:45  |
| 9.  | If Darkness Had a Son  | 6:36  |
| 10. | Too Far Gone?          | 4:34  |
| 11. | Room of Mirrors        | 5:34  |
| 12. | Inamorata              | 11:10 |

## Közreműködők
Metallica
- James Hetfield – ének, ritmusgitár
- Lars Ulrich – dobok
- Kirk Hammett – szólógitár
- Robert Trujillo – basszusgitár

Produkció résztvevői
- Greg Fidelman – producer,  gyártás, keverés, felvételek készítése
- Sara Lyn Killion  – hangmérnök
- Jim Monti – hangmérnök
- Jason Gossman – kiegészítő mérnöki munka, digitális szerkesztés
- Kent Matcke – asszisztens technikus
- Dan Monti – digitális szerkesztés
- David Turner – borítóterv
- Bob Ludwig – maszterizálás